# Бешанковичи
Бешанковичи или Бешенковичи (блр. Бешанковічы; рус. Бешенковичи) насељено је место са административним статусом варошице (городской посёлок) у централном делу Витепске области, на северу Републике Белорусије. Административно је центар Бешанковичког рејона.
Према проценама о броју становника из 2014. у вароши је живело 6.806 становника.

## Географија
Бешанковичи леже на левој обали реке Западне Двине, на око 51 км западно од административног центра Витепске области, града Витепска, и некадашња је важна речна лука.

## Историја
Током раног 16. века Бешанковичи су били малено насеље у границама Велике Кнежевине Литваније у којем су 1552. постојале свега 34 куће. До убрзаног развоја насеља долази након 1630. када је цела област постала поседом вилњуског војводе Казимира Сапеге на чије залагање је место добило Магдебуршко право 1634. године.
Насеље постаје делом Руске Империје након прве поделе Пољске 1772. године. Према подацима сверуског пописа становништва из 1897. у насељу је живело 4.423 становника, постојало је 1.099 грађевина укључујући и пошту, телеграф, болницу и 4 школе. Од тог броја скоро 3.200 становника су били Јевреји.
Варошица је готово у целости разрушена током немачке окупације у Другом светском рату, када је побијено преко 10.000 становника овог места и околине (укључујући и целокупну јеврејску популацију).

## Демографија
Према резултатима пописа из 2009. у вароши је живело 7.900 становника.
| 1897. | 1969. | 1970. | 1979. | 1989. | 2009. | 2014.  |
| ----- | ----- | ----- | ----- | ----- | ----- | ------ |
| 4.423 | 4.700 | ---   | 5.500 | ---   | 7.900 | 6.806* |

Напомене - * Резултат процене статистичког завода Белорусије. 